# Noureini Tidjani-Serpos
Nouréini Tidjani-Serpos, né le 15 janvier 1946 à Porto-Novo (Bénin), est un écrivain et haut fonctionnaire béninois.

## Biographie

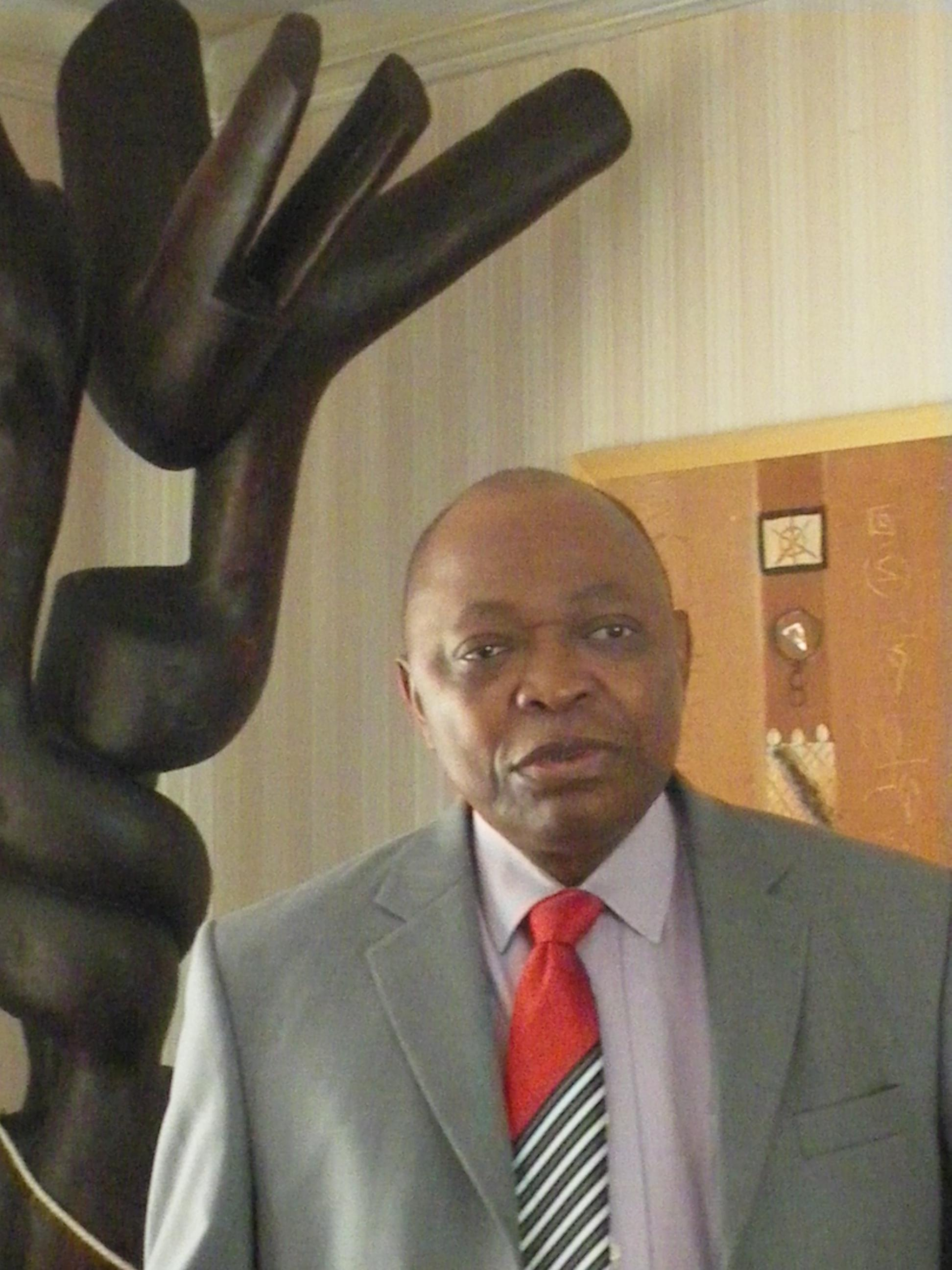
Nouréini Tidjani-Serpos.

Nouréini Tidjani-Serpos a effectué des études littéraires en France qui l’ont conduit jusqu’à l’obtention d’un doctorat de 3e cycle (1973) et d'un doctorat d'État de l’université de Lille III (1987).
Parlant plusieurs langues africaines (yoruba, fon, éwé et goun), il maîtrise le français, l’anglais et lit couramment l'espagnol.
Nouréini Tidjani-Serpos est marié et père de deux filles et de deux garçons.

### Une forte expérience au service de l’UNESCO
- Ministre-Conseiller, Délégué permanent adjoint (1991-1995), puis Ambassadeur, Délégué permanent du Bénin (1995-1998), il a contribué activement à la vie de l’Organisation en qualité de membre du Conseil Exécutif. Il a été ainsi membre du Comité de Siège (1991-1995 puis 1997-1999), rapporteur général de la Conférence internationale sur les politiques culturelles (1998), président de la XIe Assemblée générale des États Parties à la Convention du Patrimoine mondial, membre du Comité du Patrimoine mondial.
- Président du Conseil Exécutif de 1995 à 1997, il a rempli son mandat avec dévouement et  un grand sens de la mesure en privilégiant systématiquement le dialogue. Son action à la présidence du Conseil exécutif lui a valu l’estime de tous ses collègues membres du Conseil et la reconnaissance de la 29ème  Conférence Générale.[réf. nécessaire]
- De  1998 à 2000, il  met son expérience, sa compétence et son savoir-faire au service  cette fois du Secrétariat de l’Organisation en occupant le poste de Sous-Directeur général chargé du Département Afrique, l’une des deux grandes priorités de l’UNESCO.
- Fort de son expérience, Nouréini Tidjani-Serpos s'est présenté à la succession du Japonais Kōichirō Matsuura, directeur général de l'UNESCO, qui a quitté l'organisation au mois d'octobre 2009

### Humaniste, intellectuel et créateur
Par ses qualités d’intellectuel humaniste et d’homme de lettres, Nouréini Tidjani-Serpos s’inscrit résolument dans une démarche universelle. Il  a toujours souhaité promouvoir une approche intersectorielle guidée par la culture et sensible aux cultures du monde, aux différences et aux solidarités. Essayiste, critique littéraire, romancier et poète, Nouréini Tidjani-Serpos a publié plusieurs ouvrages et plus d’une centaine d’articles dans des revues de renommée mondiale.
Il a aussi été codirecteur de la revue Nigerian journal of Humanities, directeur de publication du Journal of the Literary Society of Nigeria et membre du comité de rédaction de la revue Présence africaine. Comme tous les poètes, Nouréini Tidjani-Serpos est un homme de vérité, de liberté et de justice. Il suffit, pour s’en convaincre, de lire ses œuvres poétiques.
Par son premier métier d’enseignant et d'universitaire , il s’est engagé dans cette mission de transmission des savoirs, cette fonction de passeur qui est au centre des activités de l’UNESCO. Il a enseigné de 1972 à 1991 la littérature africaine comparée à l’Université Paris VIII, à l’Université nationale du Bénin et à l’Université de Benin City au Nigéria. Il a également occupé plusieurs fonctions de direction et de management à l’université : chef du département des lettres modernes, membre du conseil d’administration du Centre Universitaire pour les Recherches Sociales, Culturelles et environnementales, Président du conseil d’administration de l’école secondaire pilote d’application pédagogique de l’Université de Bénin City (1982-1985) et de président national de l’Association de littérature moderne du Nigéria (1980-1982).

### Un homme d’engagements
Nouréini Tidjani-Serpos s’est toujours engagé au service de la vérité, de la liberté et de la dignité humaine, ce qui lui a valu de nombreuses années d’exil aux heures sombres du régime militaire « révolutionnaire » dans son pays le Bénin. Sans esprit partisan, mais toujours à la recherche d’une implication citoyenne des peuples, il s’est engagé dans le renouveau démocratique du Bénin par une contribution active à la Conférence nationale des forces vives de la nation et sa participation au régime de transition démocratique en devenant conseiller pour la culture et la recherche scientifique du Premier ministre de transition, puis du Président de la République démocratiquement élu.
C’est dans ces fonctions qu’il a assumé la coordination générale d’un événement majeur : le premier festival mondial des arts et cultures vodun, Ouidah 92, retrouvailles Amériques-Afrique.

## Publications
- Maïté (poésie), Cotonou, Éditions  ABM, 1967
- Agba'Nla (poésie), Paris, P.J.Oswald, 1973
- Le nouveau souffle (poésie), Benin-City, Ambik Press,1986
- Aspects de la critique africaine' (Tome I),Éditions Silex, Paris, 1987
- Porto-Novo, un rêve brésilien (poésie) en collaboration avec Jean Caffe, Paris, Ed.Karthala, 1993
- Silhouette (poésie) , Porto-Novo, Editions du Bénin, 1995.
- Aspects de la critique africaine (Tome II) : l'intellectuel africain face au roman, Paris, Éditions Silex, Nouvelles du Sud, 1996.
- Bamikilé (roman), Paris, Présence Africaine, 1996.
- Archéologie du Savoir négro-africain : création esthétique et littéraire, Paris , Éditions  Afrific, Paris, 2004.
- Œuvres complètes Tome I, Poésie du XXè siècle, Collection , Paroles Poétiques, Editions ACORIA, Paris, 2005
- Œuvres Poétiques, Tome II, Fragances, Éditions ACORIA, Paris, 2008
- Œuvres Poétiques, Tome III, Exil et Solitude, Editions ACORIA, Paris, 2008.
- La Saga des Zangan (roman), Editions Afrique Presses Universitaires et Scolaires, 2021

Plus d'une centaine d'articles dans les revues de renommée mondiale.

## Distinctions
- Chevalier de l'ordre des Arts et des Lettres (France, 1992)
- Commandeur de l'ordre des Palmes académiques (France, 1992)
- Officier de l'ordre du Mérite du Bénin (1996)
- Officier de l'Ordre national du Mono (Togo, 2000)
- Officier de l'Ordre national de la Côte d'Ivoire (2004)
- Commandeur de l'ordre national du Bénin (2005)
- Officier de l'Ordre national du Niger (2008)
- Grand officier de l'Ordre national du Bénin (2023)
- Chevalier de la Légion d'Honneur de France (2023)[2]